# A che punto è la notte (EP)
A che punto è la notte è il primo EP del cantante italiano Venerus, pubblicato il 16 novembre 2018 dalla Asian Fake.

## Tracce
1. IoxTe – 4:55
2. Senzasonno – 4:02
3. Note audio – 3:12
4. Sindrome – 3:46
5. Altrove – 4:11